# Ilha James Ross
Para a ilha de nome semelhante perto da Antártida, ver Ilha de Ross
A ilha James Ross (64° 10′ S, 57° 45′ O) é uma ilha de grande área no lado sudeste e perto do extremo nordeste da Península Antártica, da qual está separada pelo canal do Príncipe Gustavo. A altitude máxima é de 1630 m, no topo do monte Haddington. A ilha tem forma irregular e cerca de 65 km de norte a sul.
Foi cartografada em Outubro de 1903 pela Expedição Sueca Antártica sob direcção de Otto Nordenskjöld. Tem o seu nome em homenagem a Sir James Clark Ross, líder da expedição britânica a esta área em 1842, que descobriu e fez um traçado aproximado da costa oriental da ilha. O nome de ilha James Ross deve ser usado para evitar a confusão com a ilha de Ross no estreito de McMurdo.
Na ilha foram descobertos esqueletos de várias espécies de dinossauros das ordens Ankylosauria e Theropoda.